# 汉斯-乌尔里希·冯·厄尔岑
汉斯-乌尔里希·冯·厄尔岑（Hans-Ulrich von Oertzen，1915年3月6日– 1944年7月21日）是一位德国国防军军官，曾在二战期间服役于中央集團軍。他曾参与国防军反希特勒的7月20日密谋案。厄尔岑帮助克勞斯·馮·施陶芬貝格制定女武神行動的策略。政变失败后，他被逮捕。7月21日早上，有个秘书报告称曾看见厄尔岑和施陶芬贝格在一起。就在盖世太保的人赶到之前，厄尔岑引爆两枚手榴弹，自杀身亡。